# Juli af Klintberg
Juli Aurora Greta Sofi af Klintberg, född 29 juli 1968 i Tillinge församling, är en svensk skådespelare som huvudsakligen varit verksam vid Riksteaterns Tyst Teater, som nu heter Riksteatern Crea. 
Juli jobbar numera på Sveriges Television (SVT) i Stockholm, som teckenspråkstolk inom svenskt teckenspråk (förkortning: STS), på avdelningen Språk och tillgänglighet. Hon är den första döva teckenspråkstolken som anställts vid SVT. Där tolkar hon direktsända nyheter, samt förproducerade program, till svenskt teckenspråk. Hon är även internationell teckentolk, sedan över 30 år tillbaka. Hon är dotter till Manne af Klintberg.

## Familj och uppväxt
Juli föddes döv och blev anledningen till att Manne blev Clownen Manne, där han framför föreställningar med både svenskt tal och svenskt teckenspråk, så att döva och hörande barn kan skratta på lika villkor. Modern hette Beatrice Heybroek och var konstnär, och avled (1974) när Juli var liten. Hon har tre syskon. Maria af Klintberg, som är teaterchef i teatergruppen Sláva. och två yngre bröder. Julis morföräldrar var Folke Heybroek, nederländsk-svensk konstnär och Brita Horn-Heybroek, svensk konstnär. Juli är kusin till Karin af Klintberg, som bland annat gjorde dokumentären "Kungen och jag" och är dotter till författaren Bengt af Klintberg.

## Roller i urval
- 2010 – Halvsjupojken (Riksteatern)[6]
- 2011 – Här kommer Pippi Långstrump! (Riksteatern)[7]
- 2012 – Fame (Riksteatern)[8]
- 2012 – Fröken Julie (Riksteatern)[9]
- 2013 – Ljuset i sprickan (Riksteatern)[10]
- 2014 – Bröderna Marx (Riksteatern)[11]